# 戦国麻雀
『戦国麻雀』（せんごくマージャン）はハドソンが開発し1988年7月8日に発売したPCエンジン用麻雀ゲームである。
12人の戦国武将と麻雀で勝負する。3人の相手を任意で選んで対戦するノーマルモードと、12人の戦国武将の内の1人となって天下統一を目指す合戦モードがある。
2007年5月15日よりWiiのバーチャルコンソールで、2009年7月15日よりPCエンジンアーカイブス（PSP・PS3）で配信されている。

## 登場人物
- 毛利輝元 - 全体的に判断が甘い。
- 豊臣秀吉 - 攻守共に的確で、実力は高い。
- 上杉謙信 - 攻撃的な麻雀を打つが、守りも固い。
- 伊達政宗 - 標準的な麻雀を打つが、弱い方ではない。
- ねね - かなりの実力者で、勝負にも手腕を発揮する。
- 織田信長 - 実力は標準的で、自分の手がいい時は攻めに向かう。
- 淀君 - ヒステリックで感情的。実力は低い。
- 武田信玄 - 全体的にバランスがいい。
- 島津義久 - 実力は標準的だが、性格は激情的。
- 一豊の妻 - 倹約を信条としているため、打ち方も堅実。
- 徳川家康 - 守りに強く、下りる判断が上手い。
- 北条氏康 - 勝負には弱いが、ツボにはまると手強い相手となる。

## 移植版
| No. | タイトル | 発売日        | 対応機種                                                 | 開発元 | 発売元   | メディア                                | 型式 | 備考 |
| --- | -------- | ------------- | -------------------------------------------------------- | ------ | -------- | --------------------------------------- | ---- | ---- |
| 1   | 戦国麻雀 | 2007年5月15日 | Wii                                                      | -      | ハドソン | ダウンロード （バーチャルコンソール）   | -    |      |
| 2   | 戦国麻雀 | 2009年7月15日 | PlayStation 3 PlayStation Portable (PlayStation Network) | -      | ハドソン | ダウンロード （PCエンジンアーカイブス） | -    |      |

## 評価
ゲーム誌『ファミコン通信』の「クロスレビュー」では、合計28点（満40点）、『PC Engine FAN』の読者投票による「ゲーム通信簿」での評価は以下の通り21.16点（満30点）となっている。また、この得点はPCエンジン全ソフトの中で236位（485本中、1993年時点）となっている。
| 項目 | キャラクタ | 音楽 | 操作性 | 熱中度 | お買得度 | オリジナリティ | 総合  |
| 得点 | 3.73       | 3.21 | 3.59   | 3.71   | 3.40     | 3.52           | 21.16 |